# 聖烏爾桑

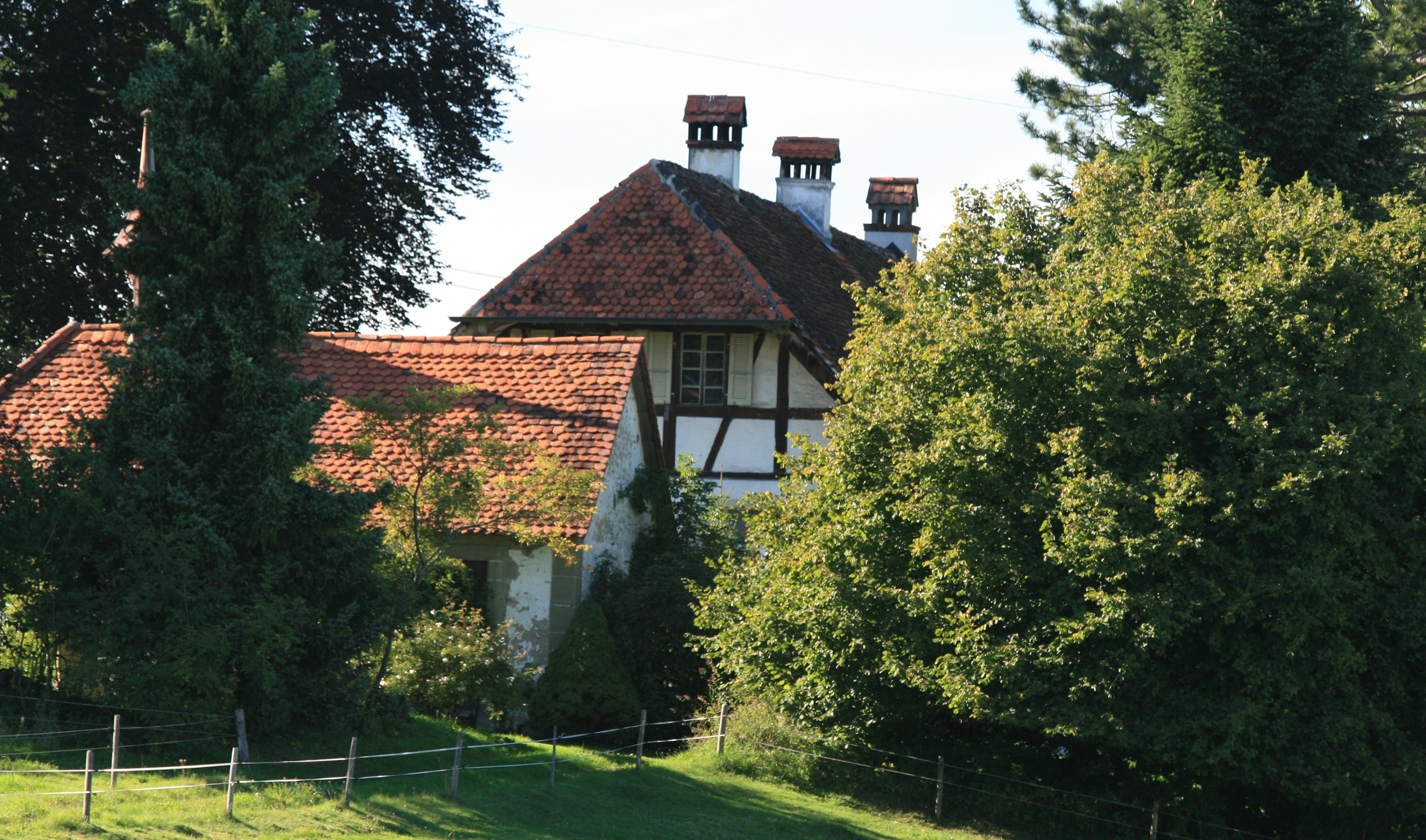

聖烏爾桑是瑞士的城鎮，位於該國西部，由弗里堡州負責管轄，面積15.76平方公里，海拔高度713米，2011年人口1,248，八成人口信奉羅馬天主教，人口密度每平方公里79人。

## 外部連結
- Official website （页面存档备份，存于） （德文）